# Drosophila asahinai
Drosophila asahinai är en tvåvingeart som beskrevs av Toyohi Okada 1964. Drosophila asahinai ingår i släktet Drosophila och familjen daggflugor.
Artens utbredningsområde är Japan och Taiwan.